# Rhabdoblatta belokobylskii
Rhabdoblatta belokobylskii är en kackerlacksart som beskrevs av Anisyutkin 2005. Rhabdoblatta belokobylskii ingår i släktet Rhabdoblatta och familjen jättekackerlackor.
Artens utbredningsområde är Vietnam. Inga underarter finns listade i Catalogue of Life.